# Phorocera nigrifrons
Phorocera nigrifrons là một loài ruồi trong họ Tachinidae.